# Warden (Toronto Subway)

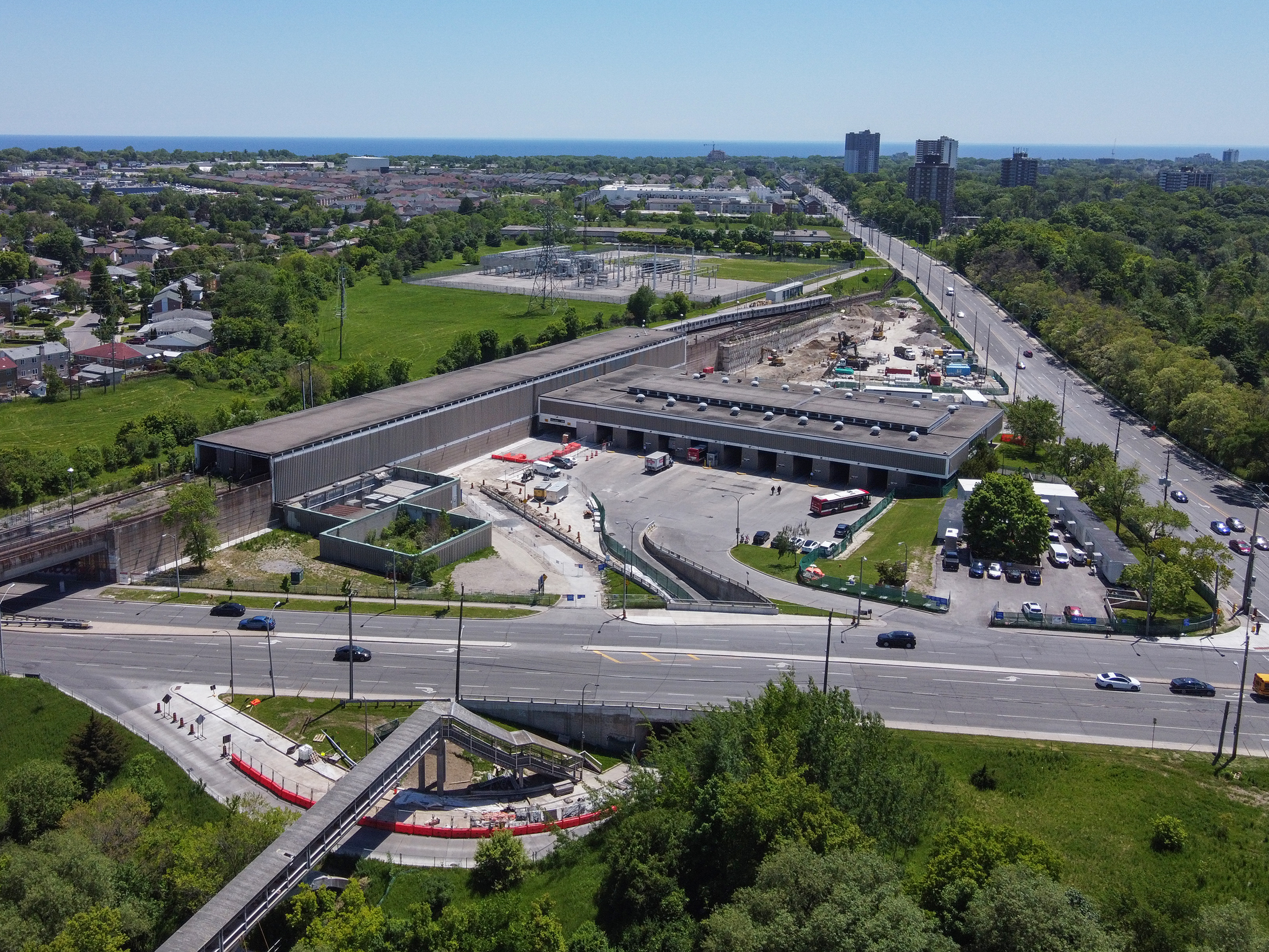
Stationsgebäude mit dem ehemaligen Busterminal

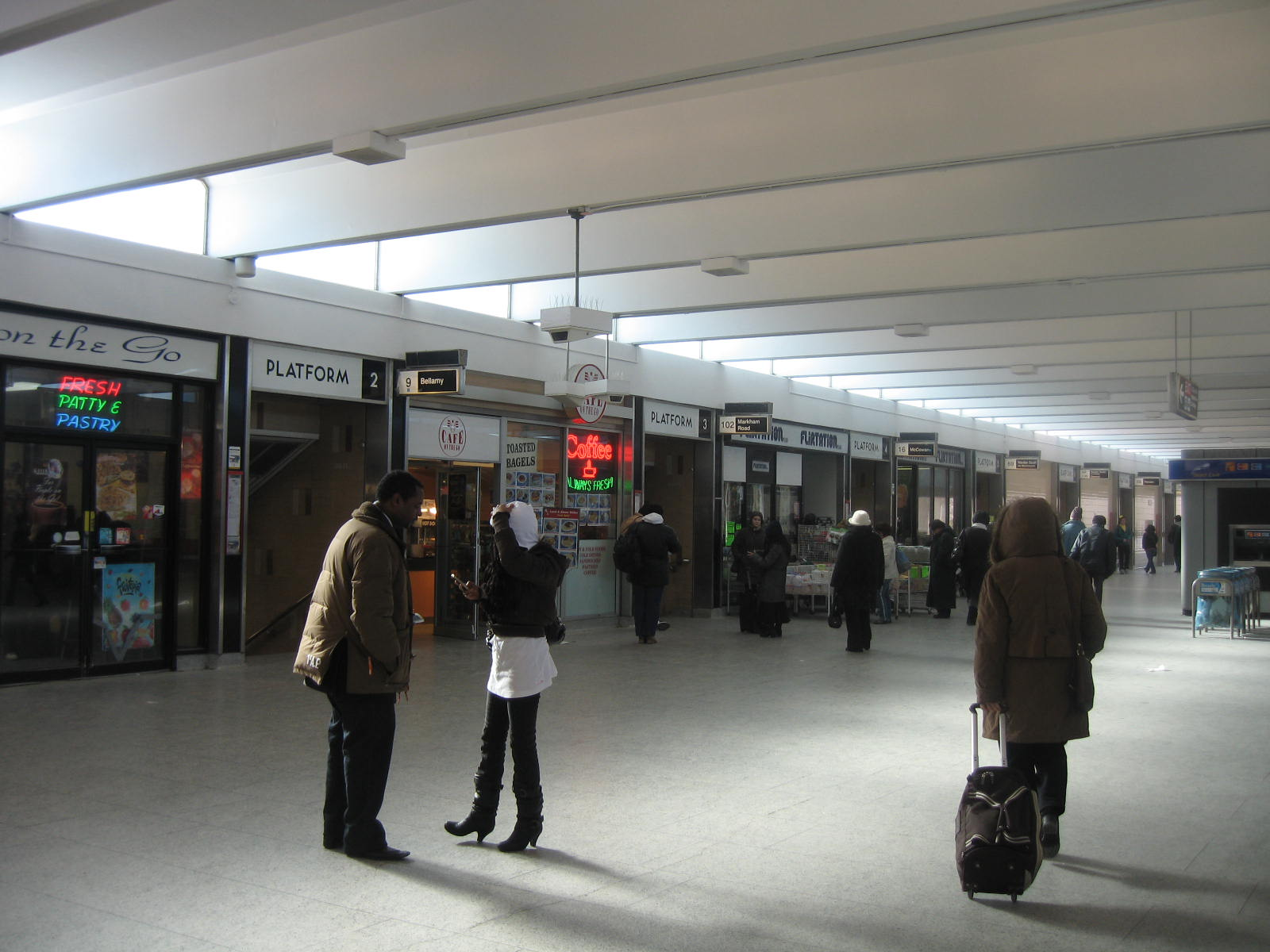
Ansicht des ehemaligen Busterminals

Warden ist eine oberirdische U-Bahn-Station in Toronto. Sie liegt an der Bloor-Danforth-Linie der Toronto Subway, an der Kreuzung von St. Clair Avenue und Warden Avenue. Die Station besitzt einen Mittelbahnsteig und wird täglich von durchschnittlich 39.980 Fahrgästen genutzt (2018).
Es bestehen Umsteigemöglichkeiten zu elf Buslinien der Toronto Transit Commission, die von einem mit dem Stationsgebäude verbundenen Busterminal aus verkehren. (Am 5. Mai 2025 wurde der 1968 erbaute Busterminal geschlossen, um ihn abzureißen und für Barrierefreiheit neu aufzubauen.) Außerdem steht den Pendlern ein Park-and-ride mit 920 kostenpflichtigen Parkplätzen zur Verfügung. Am nördlichen Ende der auf einem Damm gelegenen Station zweigt in Richtung Südosten ein mehrere hundert Meter langes Abstellgleis ab. Dieses Gleis sollte ursprünglich zur Anlieferung von Rollmaterial über die Strecke der Canadian National Railway (CN) dienen, wurde aber nur wenig genutzt, da beim Hauptbetriebshof Greenwood Yard ein besser geeigneter Übergang besteht.
Die Eröffnung der Station erfolgte am 11. Mai 1968, zusammen mit dem Abschnitt Woodbine – Warden. Mehr als zwölf Jahre lang war Warden die östliche Endstation der Bloor-Danforth-Linie. Die Verlängerung zur Station Kennedy wurde am 22. November 1980 eröffnet. Zwar verläuft dieser Abschnitt entlang der Trasse einer stillgelegten Nebenstrecke der CN, doch hatten Proteste von Anwohnern zur Folge, dass für die Subway ein Tunnel in offener Bauweise errichtet wurde.